# Gabriele Rosenthal
Gabriele Rosenthal (nascida em 19 de abril de 1954 em Schwenningen am Neckar) é uma socióloga alemã e professora de métodos qualitativos no Centro de Métodos em Ciências Sociais (MZS) da Universidade de Göttingen, Alemanha. Rosenthal é reconhecida pela introdução do método biográfico de reconstrução de casos utilizando entrevistas narrativas biográficas. Ela ganhou notoriedade devido à sistematização das influências da teoria da Gestalt de Aron Gurwitsch e Kurt Koffka, da sociologia do conhecimento (principalmente Alfred Schütz, Karl Mannheim, Thomas Luckmann e Peter L. Berger) e da sociologia dos processos e figurações de Norbert Elias para explicar a relação entre experiência, memória e narrativa, bem como a forma como as figurações sociais se constituem mutuamente em relação a biografias individuais.

## Vida
Gabriele Rosenthal nasceu em Schwenningen am Neckar em Baden-Württemberg, Alemanha. Ela estudou sociologia, ciência política e psicologia na Universidade de Constança. Ao mesmo tempo, recebeu treinamento como terapeuta de família. Ela completou seu doutorado em 1986 na Universidade de Bielefeld e sua habilitação em 1993 na Universidade de Kassel. Rosenthal também desenvolveu pesquisa na Universidade Livre de Berlim, foi professora convidada da Universidade Ben-Gurion do Neguev em Israel e foi professora visitante/associada em Viena, Colônia, Kassel, Acra e Porto Alegre. Em 2002, foi nomeada chefe do departamento de Pesquisa Qualitativa do Centro de Métodos em Ciências Sociais (Methodenzentrum Sozialwissenschaften) da Universidade de Göttingen. De 2009 a 2011, Rosenthal foi reitora da Faculdade de Ciências Sociais da Universidade de Göttingen. De 2002 até 2010, presidiu o comitê Biografia e Sociedade da Associação Internacional de Sociologia (ISA). Gabriele Rosenthal coordenou a Seção de Pesquisa Biográfica da Sociedade Alemã de Sociologia (DGS) entre 1999 e 2003 e integrou o Conselho da Sociedade Alemã de Sociologia entre 2019 e 2021.

## Temas de interesse
Gabriele Rosenthal é reconhecida por sua contribuição à pesquisa social interpretativa e à abordagem biográfica nas ciências sociais. Ela trabalhou com a estrutura de apresentações biográficas, utilizando para isso considerações da teoria da Gestalt de Aron Gurwitsch e Kurt Koffka para explicar a relação dialética entre experiência, memória e narrativa. Ela contribuiu para o desenvolvimento do conceito de biografia como forma de superar a dualidade sujeito-sociedade (Rosenthal, 1995). Em grande medida, esse entendimento do conceito de biografia é tributário de uma das principais influências sobre os estudos de Rosenthal, a sociologia de Norbert Elias. Junto com a sociologia de orientação fenomenológica de Alfred Schütz, a sociologia do conhecimento de Thomas Luckmann e Peter L. Berger influenciou a abordagem biográfica proposta por Rosenthal.
No contexto de seu projeto de pesquisa O holocausto na vida de três gerações, Rosenthal reconstruiu experiências de sobreviventes do holocausto e de nazistas que perpetraram esses atos para compreender os impactos subsequentes dessas vivências em outras gerações de seus familiares (Rosenthal, 2009b).
O trabalho atual de Rosenthal tem seu foco na imigração, no pertencimento étnico e na transmissão de memórias coletivas e individuais da escravização entre diferentes gerações e comunidades. Ela aborda empiricamente problemas sociais contemporâneos como os impactos da violência, da escravização, da guerra e da migração forçada utilizando uma abordagem de pesquisa transnacional e comparando reconstruções de caso (nos níveis biográfico, familiar e de milieu). Gabriele Rosenthal fez pesquisa de campo em Israel, Palestina, Brasil, Flórida (EUA), Ucrânia, Cazaquistão, Gana, Uganda, Jordânia, dentre outros países.
Atualmente, trabalha com imigrantes e refugiados na Jordânia (desde 2017), processos de inclusão e participação de imigrantes e refugiados no Brasil e na Alemanha (desde 2019) e com a transmissão da memória coletiva e individual da escravização em diferentes comunidades em Gana e no Brasil (desde 2022). Seus projetos anteriores tiveram o foco em crianças-soldado em Uganda (2014-2017) e na construção social da fronteira entre Marrocos e Espanha (Ceuta e Melilha) (2015-2019). Seu livro Pesquisa Social Interpretativa - Uma introdução é obra de referência para estudos qualitativos em universidades de toda a Europa. O interesse pela abordagem biográfica sistematizada por Rosenthal tem recebido especial atenção por parte das ciências sociais brasileiras em anos recentes.

## Pressupostos teóricos para uma abordagem biográfica
Em sua obra "Pesquisa Social Interpretativa - Uma introdução" (2014a, p. 215), Rosenthal estabelece os principais pressupostos teóricos para uma investigação orientada por uma abordagem biográfica:
"1. Para que possamos compreender ou explicar fenômenos psíquicos ou sociais, temos que reconstruir sua gênese - o processo de seu surgimento, de sua conservação e de sua modificação.
2. Para compreender e explicar a ação de indivíduos é necessário conhecer tanto as perspectivas dos agentes como também os próprios cursos de ação. Queremos saber o que eles concretamente vivenciam, qual sentido atribuíram a suas ações à época e atribuem agora e em qual contexto de significado - biograficamente constituído - inserem suas vivências.
3. Para compreender e explicar as declarações de um entrevistado/biografado sobre determinados domínios temáticos e sobre vivências específicas de seu passado, é necessário interpretá-las considerando sua inserção no contexto de sua vida atual e sua perspectiva atual e futura daí resultante". Gabriele Rosenthal (2014a, p. 215). Pesquisa Social Interpretativa - Uma Introdução. Porto Alegre: Edipucrs.
Em grande medida, os pressupostos teóricos sistematizados por Rosenthal fazem referência ao Teorema de Thomas (1928, p. 572), que coloca que "se os homens definem uma situação como real, então ela será real em suas consequências". Com isso, fica clara a importância das interpretações feitas pelos sujeitos em relação aos eventos biográficos ocorridos em sua vida. A importância fática de um evento é relativizada quando tomamos como ponto de partida a forma como o ator que vivenciou determinada situação a interpreta. Isso é, se uma pessoa compreende o encontro casual com outra como um sinal divino, para explicarmos sua ação em relação a essa pessoa pouco importa a existência ou não de um deus, mas sim a interpretação religiosa que o ator faz dessa vivência e a maneira como essa crença influencia sua ação.

Rosenthal (2014b; 2017) também introduz o elemento mutável da memória. A recordação que o sujeito faz de um fato em determinado momento de sua vida é diferente daquela que fará em outro e em relação ao mesmo fato. Essa variação na forma de recordar guarda relação direta com a forma como o sujeito fala de si - isso é, narra sua história e constrói seu sujeito. A incorporação do elemento temporal no desenvolvimento da narrativa sobre si consolidou Rosenthal como teórica que propõe uma noção do sujeito que vai além das limitações do conceito de identidade.

#### Projetos de pesquisa
- Memórias individuais e coletivas da escravidão e do tráfico de pessoas escravizadas: uma comparação contrastiva entre diferentes comunidades, gerações e agrupamentos em Gana e no Brasil (2022-2025) (financiado pela Sociedade Alemã de Amparo à Pesquisa).
- Biografias de migrantes da Síria e da África Ocidental no Brasil e na Alemanha – Processos de inclusão e participação no contexto da assim chamada migração irregular (2019-2022) (financiado pela Sociedade Alemã de Amparo à Pesquisa).
- Figurações dinâmicas de refugiados, migrantes e residentes de longa data na Jordânia desde 1946: entre a coexistência pacífica e a tensão? (2017-2020) (financiado pela Sociedade Alemã de Amparo à Pesquisa)[11]
- A construção social de zonas de fronteira: uma comparação entre dois casos (2014-2019) (financiado pela Sociedade Alemã de Amparo à Pesquisa)[12]
- Crianças-soldade em contexto. Trajetórias biográficas, familiares e coletivas no norte de Uganda (2014-2017) (financiado pela Sociedade Alemã de Amparo à Pesquisa)[13]
- Pertencimento a agrupamentos de estabelecidos e outsiders: palestinos e israelenses em diversas figurações (2010-2015) (financiado pela Sociedade Alemã de Amparo à Pesquisa)[14]

#### Principais obras
Em português:
- Rosenthal, G. (2017): História de vida vivenciada e história de vida narrada: Gestalt e estrutura de autoapresentações biográficas. Porto Alegre: Edipucrs.
- Rosenthal, G. (2014a): Pesquisa Social Interpretativa - Uma introdução. Porto Alegre: Edipucrs.
- Rosenthal, G. (2014b): 'História de vida vivenciada e história de vida narrada: a interrelação entre experiência, recordar e narrar'. In: Civitas-Revista de Ciências Sociais, 14(2), pp.227-249.

Em inglês:
- Rosenthal, G. (2018): Social Interpretive Research. An Introduction. Göttingen: Universitätsverlag Göttingen.
- Rosenthal, G.; Bogner, A. (Eds.) (2017): Biographies in the Global South. Life Stories Embedded in Figurations and Discourses. Frankfurt a. M.: Campus.
- Rosenthal, G. (2016): 'The social construction of individual and collective memory'. In: Gerd Sebald/Jatin Wagle (Eds.): Theorizing Social Memories: Concepts, Temporality, Functions. London: Routledge, 32-55.
- Rosenthal, G. (Ed.) (2016): Established and Outsiders at the Same Time. Self-Images and We-Images of Palestinians in the West Bank and in Israel. Göttingen: University Press, Göttinger Series in Social and Cultural Anthropology.
- Rosenthal, G. (2012): ‘A Plea for a More Interpretative, More Empirical and More Historical Sociology.’ In: Kalekin-Fishman, D. / Denis, A. B. (Eds.): Tradition and Renewal: the Shape of Sociology for the Twenty-First Century. Sage, 202-217.
- Rosenthal, G. / Bogner, A. (Eds.) (2009a): Ethnicity, Belonging and Biography. Ethnographical and Biographical Perspectives. Münster: LIT Verlag / New Brunswick: Transaction.
- Rosenthal, G. (Ed.) (2009b): The Holocaust in Three-Generations. Families of Victims and Perpetrators of the Nazi-Regime. Opladen: Barbara Budrich.
- Rosenthal, G. (2006): ‘The Narrated Life Story: On the Interrelation Between Expe-rience, Memory and Narration.’ In: Milnes, K., Horrocks, C., Kelly, N., Roberts, B. and Robinson, D. (Eds.) Narrative, Memory and Knowledge: Representations, Aesthetics and Contexts. Huddersfield: University of Huddersfield Press, 1 –16.
- Rosenthal, G. (2004): ‘Biographical Research.’ In: Seale, C. / Gobo, G. / Gubrium, J. F. / Silverman, D. (Eds.): Qualitative Research Practice. London: Sage, 48-64.

Em alemão:
- Rosenthal, G. / Stephan, V. / Radenbach, N. (Eds.) (2011a): Brüchige Zugehörigkeiten. Wie sich Familien von ‘Russlanddeutschen‘ ihre Geschichte erzählen. Frankfurt a. M.: Campus.
- Rosenthal, G. (2011b): Interpretative Sozialforschung. Weinheim und München: Juventa; 3rd edition.
- Rosenthal, G. (1995): Erlebte und erzählte Lebensgeschichte. Gestalt und Struktur biographischer Selbstbeschreibungen. Frankfurt a. M.: Campus.
- Rosenthal, G. (Ed.) (1990): ‘Als der Krieg kam, hatte ich mit Hitler nichts mehr zu tun‘. Zur Gegenwärtigkeit des ‘Dritten Reiches’ in erzählten Lebensgeschichten. Opladen: Leske & Budrich.